# Datousaurus bashanensis
Il datousauro (Datousaurus bashanensis) è un dinosauro erbivoro appartenente ai sauropodi. Visse nel Giurassico medio (Bathoniano/Calloviano, circa 170 milioni di anni fa) e i suoi resti fossili sono stati ritrovati in Cina.

## Descrizione
Noto per resti quasi completi, questo dinosauro aveva l'aspetto tipico di un sauropode: il corpo era grande e robusto, sorretto da arti colonnari, mentre il collo e la coda erano molto allungati. Tra i resti fossili è stato rinvenuto anche un cranio, insolitamente grande e robusto, ma non è chiaro se questo era in diretta associazione con il resto dello scheletro e pertanto potrebbe non appartenere a Datousaurus. Il datousauro era un sauropode di notevoli dimensioni, in relazione ad altri sauropodi del Giurassico medio, e poteva superare la lunghezza di 15 metri.

## Classificazione
Datousaurus è stato descritto per la prima volta nel 1984 da Dong e Tang, ed è considerato un rappresentante piuttosto primitivo dei sauropodi. Originariamente è stato ascritto alla famiglia dei cetiosauridi, in seguito rivelatasi parafiletica. Lo scheletro mostra un miscuglio di caratteristiche che fanno pensare ad altri sauropodi primitivi (ad esempio gli omeisauridi della Cina) e ad altri sauropodi più specializzati (come i diplodocoidi). Il cranio rinvenuto, però, non è affatto simile a quello di un diplodocoide e Datousaurus potrebbe rappresentare una delle tante linee evolutive di sauropodi asiatici giurassici, le cui affinità non sono ancora ben chiare.

## Significato del nome
Il nome Datousaurus è basato su un gioco linguistico: la parola datou, in lingua malese, significa infatti "capo, condottiero", mentre in cinese le parole da tou significano "grande testa" (in riferimento al grosso cranio rinvenuto). La versione cinese della parola qiulong ("drago condottiero") è inoltre basata sulla parola malese datou. Quindi, Datousaurus avrebbe un doppio significato.

## Paleobiologia
Datousaurus è stato ritrovato nella formazione Xiashaximiao, che ha restituito i resti di una moltitudine di dinosauri. Sembra che Datousaurus fosse molto più raro rispetto ai sauropodi contemporanei Shunosaurus e Omeisaurus, e probabilmente questo riflette un comportamento non gregario; potenziali predatori erano costituiti da Xuanhanosaurus e Gasosaurus, mentre erano presenti altri erbivori come lo stegosauro Huayangosaurus e i piccoli ornitischi Hexinlusaurus, Xiaosaurus e Agilisaurus. Datousaurus e Shunosaurus erano animali molto simili, ma le vertebre più allungate di Datousaurus davano a questo animale la possibilità di raggiungere il fogliame più elevato; i denti, inoltre, erano maggiormente a forma di cucchiaio. Ciò potrebbe significare che questi due dinosauri si nutrissero di differenti piante, o a differenti altezze. Questa strategia potrebbe aver ridotto la competizione tra i due generi. Una specializzazione simile, forse associata con strategie di nutrimento, si rinviene nei sauropodi diplodocidi.